# Nyíregyháza Tigers 2016
Questa voce raccoglie le informazioni riguardanti i Nyíregyháza Tigers nelle competizioni ufficiali della stagione 2016.

## Hungarian Football League 2016

### Stagione regolare
| 3 aprile 2016 1ª giornata | Miskolc Steelers | 14 – 9 | Nyíregyháza Tigers |  |

| 17 aprile 2016 2ª giornata | Győr Sharks | 14 – 29 | Nyíregyháza Tigers |  |

| 24 aprile 2016 3ª giornata | Nyíregyháza Tigers | 30 – 24 (d.t.s.) | Budapest Wolves |  |

| 16 maggio 2016 4ª giornata | Nyíregyháza Tigers | 20 – 27 (d.t.s.) | Eger Heroes |  |

| 22 maggio 2016 5ª giornata | Nyíregyháza Tigers | 7 – 45 | Budapest Cowbells |  |

### Playoff
| 4 giugno 2016 Semifinale | Budapest Cowbells | 24 – 7 | Nyíregyháza Tigers |  |

## Statistiche di squadra
| Competizione      | %Vittorie | In casa | In casa | In casa | In casa | In casa | In casa | In trasferta | In trasferta | In trasferta | In trasferta | In trasferta | In trasferta | Totale | Totale | Totale | Totale | Totale | Totale |
| Competizione      | %Vittorie | G       | V       | N       | P       | Pf      | Ps      | G            | V            | N            | P            | Pf           | Ps           | G      | V      | N      | P      | Pf     | Ps     |
| ----------------- | --------- | ------- | ------- | ------- | ------- | ------- | ------- | ------------ | ------------ | ------------ | ------------ | ------------ | ------------ | ------ | ------ | ------ | ------ | ------ | ------ |
| Stagione regolare | .400      | 3       | 1       | 0       | 2       | 57      | 96      | 2            | 1            | 0            | 1            | 38           | 28           | 5      | 2      | 0      | 3      | 95     | 124    |
| Playoff           | .000      | 0       | 0       | 0       | 0       | 0       | 0       | 1            | 0            | 0            | 1            | 7            | 24           | 1      | 0      | 0      | 1      | 7      | 24     |
| Totale            | .333      | 3       | 1       | 0       | 2       | 57      | 96      | 3            | 1            | 0            | 2            | 45           | 52           | 6      | 2      | 0      | 4      | 102    | 148    |